# Virginia Ruano Pascual
Virginia Ruano Pascual (n. 21 septembrie 1973, Madrid, Spania) este o jucătoare de tenis spaniolă, medaliată olimpică. A participat la 3 ediții ale Jocurilor Olimpice (1996, 2004, 2008) în care a câștigat două medalii de argint.